# Hongersteppe

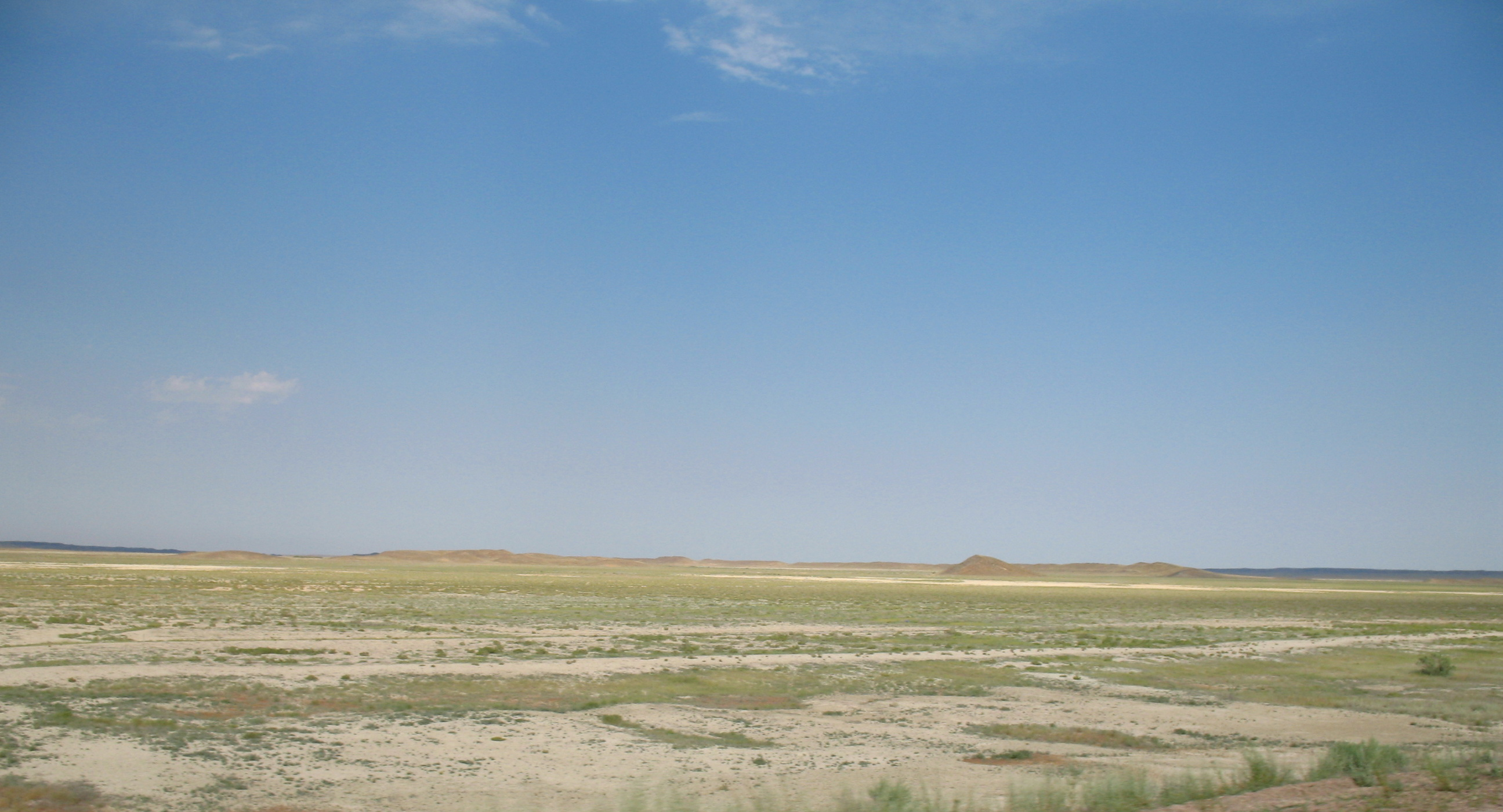
De Hongersteppe

De Hongersteppe (Kazachs: Бетпак-Дала; Betpak-Dala of Бедпак-Дала; Bedpak-Dala) of Noordelijke Hongersteppe (Russisch: Северная Голодная степь; Severnaja Golodnaja step) is een steppeachtige halfwoestijn in het midden van Kazachstan. Ze grenst in het noorden aan het Ulutau-gebergte en de Kazachse Rug, in het oosten grenst ze aan het Balkasjmeer en in het zuiden door de meestal uitgedroogde rivier de Şu. In het zuidwesten stoot men op de depressie Asikol, achter de rivier Syr Darja. In het westen gaat de Hongersteppe over in de woestijn Aralkarakum. 
Er gaan slechts twee wegen door de Hongerwoestijn. Dit zijn de A344 van Jezqazğan naar Qızılorda en de M36 aan de kust van het Balkasjmeer van Qarağandı naar Almaty. Een spoorlijn voert eveneens uitgaande spullen van Qarağandı naar de stad Şu.
In het midden van de Hongersteppe ligt een verlaten woestijngebied ter grootte van Hongarije, waar geen wegen zijn.
In het westelijke deel van de Hongersteppe ligt het zoutmeer Qaraqojyn, wat het enige meer in dit gebied is.
- Nationale Bibliotheek van Tsjechië: ge465319